# Pecorino

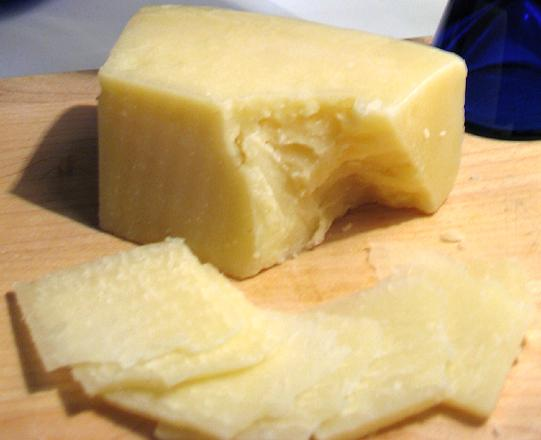
Pecorino Romano

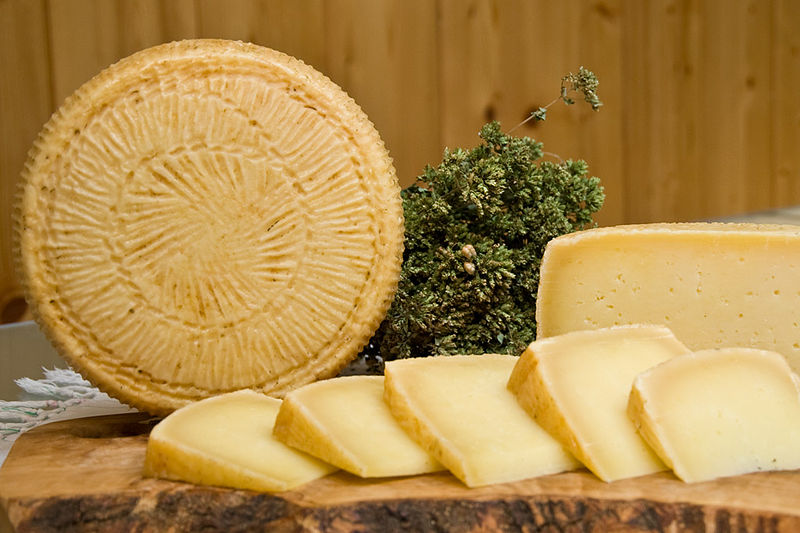
Pecorino di Filiano

Pecorino – ser podpuszczkowy, otrzymywany z owczego mleka, dojrzewający, twardy, lekko pikantny, pochodzący z Włoch.
Dawniej warzony przez pasterzy, obecnie wytwarzany na większą skalę.
Istnieje 6 odmian tego sera oficjalnie zarejestrowanych w Unii Europejskiej jako CHNP – Chroniona nazwa pochodzenia (w języku włoskim: DOP Denominazione di origine protetta): 
- Pecorino Romano (o metodach produkcji pecorino romano pisali po raz pierwszy Marek Terencjusz Warron i Pliniusz Starszy ok. 2000 lat temu; został stworzony na obrzeżach Rzymu; produkowany od 1884 r. głównie na Sardynii, w Lacjum i prowincji Grosseto w Toskanii
- Pecorino Sardo (znany też jako Fiore Sardo) z Sardynii
- Pecorino Toscano, o którym wspomina m.in. Pliniusz Starszy w dziele Historia Naturalna oraz Francesco Molinelli w swoich pamiętnikach o serach toskańskich z XVII w.
- Pecorino Siciliano
- Pecorino di Filiano
- Pecorino di Picinisco (od 2013[1])